# Trensacq
Trensacq (gaskonsko Trensac) je naselje in občina v francoskem departmaju Landes regije Akvitanije. Naselje je leta 2009 imelo 274 prebivalcev.

## Geografija
Kraj leži v pokrajini Gaskonji znotraj naravnega regijskega parka Landes de Gascogne, 44 km severozahodno od Mont-de-Marsana.

## Uprava
Občina Trensacq skupaj s sosednjimi občinami Commensacq, Escource, Labouheyre, Lüe, Luglon, Sabres in Solférino sestavlja kanton Sabres s sedežem v Sabresu. Kanton je sestavni del okrožja Mont-de-Marsan.

## Zanimivosti
- cerkev sv. Martina in  Evtropija, z vodnjakom;